# باربوسا فراز، پارانا
باربوسا فراز، پارانا (به انگلیسی: Barbosa Ferraz, Paraná) یک منطقهٔ مسکونی در برزیل است که در ایالت پارانا در جنوب برزیل واقع شده است.